# Tailândia nos Jogos Olímpicos de Verão de 1996
Tailândia participou com 32 atletas dos Jogos Olímpicos de Verão de 1996 em Atlanta, Estados Unidos.

## Medalhistas

### Ouro
- Boxe - Peso pena (até 57 kg): Somluck Kamsing

### Bronze
- Boxe - Peso galo (até 54 kg): Vichairachanon Khadpo